# Городнянский сельсовет (Брестская область)
Городнянский сельсовет — административная единица на территории Столинского района Брестской области Беларуси. Административный центр — деревня Городная.

## История
Сельсовет образован в 1940 г.

## Состав
Городнянский сельсовет включает 7 населённых пунктов:
- Городная — деревня
- Деревная — деревня
- Колония — деревня
- Листянки — деревня
- Лучица — деревня
- Новый Поселок — деревня
- Пясово — деревня